# Achatinella spaldingi

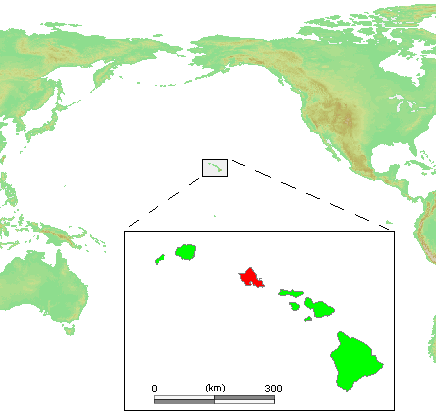
Verbreitungsgebiet von Achatinella spaldingi

Achatinella spaldingi ist eine ausgestorbene Schneckenart aus der auf der Insel Oʻahu endemischen Landlungenschneckengattung Achatinella.

## Beschreibung
Achatinella spaldingi erreichte eine Gehäuselänge von 16,5 mm und einen Gehäusedurchmesser von 11,1 mm. Die Mündung war 9,2 mm lang. Es gab 5½ Windungen. Das Gehäuse war linksgewunden, nicht perforiert, eiförmig konisch, bauchig und ziemlich dünn. Die Gehäusefarbe war weiß mit geringfügig unterbrochenen oder gepunkteten hellbraunen Bändern und Linien, von denen das zweite Band oberhalb des Randbereiches verlief. Gewöhnlich war eine Reihe von Bändern nahe der Spindel angeordnet und es gab einen Raum ohne Bänder am und unterhalb des Randbereiches. Die Naht war mit einer weißen Linie umrandet. Die Spitze war ein wenig dunkel. Die Oberfläche war nicht sehr glänzend und etwas aufgeraut mit Wachstumsfalten sowie unregelmäßig verstreuten Abdrücken. Bei älteren Gehäusen war sie häufig stumpf. Die gewölbten Windungen wurden durch eine eingedrückte Naht verbunden. Die Mündung war weiß. Die dünne Außenlippe war spitz und nicht erweitert. Die weiße Spindelfalte war klein und gewunden.

## Vorkommen
Nach Angaben ihres Entdeckers Irwin Spalding war Achatinella spaldingi auf das Gebiet von Pukuloa in der Waianae-Gebirgskette auf Oʻahu beschränkt.

## Aussterben
Achatinella spaldingi wurde gegen 1938 zuletzt nachgewiesen. Vermutlich verschwand die Art durch Übersammlung sowie durch die Abholzung der Wälder.